# لمياء المغيري
لمياء المغيري (30 أكتوبر 1973 - 8 يناير 2009) هي مغنية ومؤلفة موسيقية بريطانية من أصل عُمَاني. ولدت وترعرت لمياء مع والديها في نيروبي عاصمة كينيا، وتدربت على الجيتار والبيانو وكتابة الكلمات لتكمل فيما بعد دراستها في العلوم المتخصصة في العلوم الإنسانية في جامعة القاهرة. وقد اشتهرت في بداية التسعينيات لأنها كانت مغنية رائدة في مجموعة آر أند بي اسمها Soul II Soul، ولاحقاً كانت مؤدّية احتياط لفرقة دوران دوران. نشرت أول ألبوماتها في عام 2002، وهو «التعلم من السقوط» (بالإنجليزية: Learning from Falling)‏، وقد شغل المرتبة الأولى في أغاني أندية الرقص المنفردة عن أغنيته "Empires (Bring Me Men)".
توفيت لمياء المغيري في 8 يناير 2009 على إثر سكتة قلبية، وكانت آنذاك بصدد تسجيل ألبومها الثاني "مختبئةً على مرأى البصر (بالإنجليزية: Hiding in Plain Sight)‏ وقد كان من المنوي نشرهُ في العام ذاته..
انتقلت لمياء لاحقاً إلى شفيلد في بريطانيا اردت تحقيق رغبتها في تأليف الأغاني. بدأت لمياء في غناء الأوبرا، وكانت تسطيع ان تغني أصعب المقطوعات أملاً في السير على خطى مدونا. وقد ظهرت مراراً على قناة الإم تي في.

## روابط خارجية
- لمياء المغيري على موقع ميوزك برينز (الإنجليزية)
- لمياء المغيري على موقع أول ميوزيك (الإنجليزية)
- لمياء المغيري على موقع ديسكوغز (الإنجليزية)